# Čierňavy

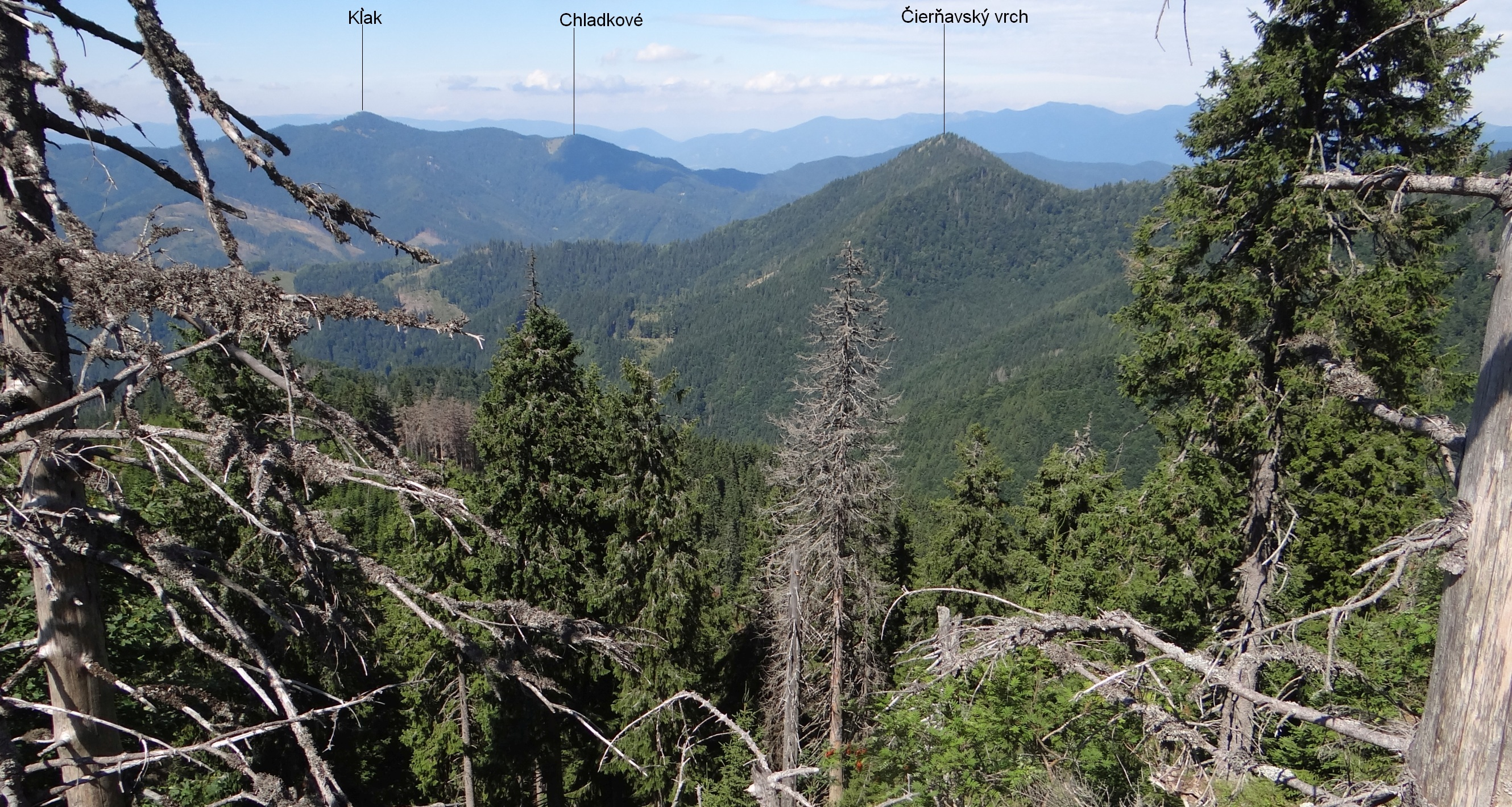
Fragment górnej części doliny pod Čierňavskym vrchom

Čierňavy – prawe odgałęzienie Ľubochnianskiej doliny (Ľubochnianska dolina) w Wielkiej Fatrze na Słowacji. Znajduje się w jej dolnej części. Dolina Čierňavy ma wylot w dolnej części polany Čierňavy z domkami letniskowymi. Kręta dolina wznosi się w kierunku wschodnim, podchodząc pod główny grzbiet Wielkiej Fatry na odcinku od wierzchołka 1485 m Málej Smrekovicy po północno-zachodni grzbiet Šiprúňa (1463 m). Lewe ograniczenie doliny tworzy północno-zachodni grzbiet Malej Smrekovicy ze szczytami Rumbáre i Perušín, prawe północno-zachodni grzbiet Šiprúňa, dalej Maďarová i jej zachodni grzbiet ze szczytami Čierňavsky vrch, Príslop i Konská.
Dnem doliny spływa potok Čierňava. Ma kilka dopływów, z których największy to potok Krivá. Dolina jest rozczłonkowana na kilka dolinek. Porasta ją las, ale w kilku miejscach są tereny bezleśne. Największe to pasterskie hale na grzbiecie Perušina. Bezleśne jest również dno dużej części głównego ciągu doliny. Znajdują się tutaj polany i domki letniskowe. Polany znajdują się także w dolinie potoku Krivá i w innych odgałęzieniach  Čierňavy.
Cała dolina znajduje się w obrębie Parku Narodowego Wielka Fatra, ponadto część jej zboczy objęto dodatkową ochroną – utworzono na nich dwa rezerwaty przyrody: Rumbáre i Jánošíkova kolkáreň. Przez dolinę nie prowadzi żaden szlak turystyczny.